# Gabriel II Bataille
Pour les articles homonymes, voir Bataille (homonymie).
Gabriel II Bataille est maître de la musique de la reine de France Anne d’Autriche (1601-1666) de 1630 à 1666.

## Biographie
Troisième enfant viable de la famille, après son frère Pierre et sa sœur Madeleine, il succède à son père Gabriel Bataille comme maître de la musique de la reine en 1630, celui-ci ayant probablement désigné son fils en survivance. Il est cité dans cette charge dans un acte de 1633, dans un autre acte de 1635, en 1636 encore. Deux rôles de la musique de la reine le mentionnent précisément : le premier en 1641, qui précise ses gages de 900 lt par an et qu'il travaille le second semestre de l'année (le premier étant dévolu à Antoine Boësset), et le second en 1666 juste après le décès de la reine : il est aux mêmes gages, mais travaille le premier semestre, le second appartenant à Robert Cambert.
Il épouse Marie Brunet, qui lui donne une fille Marguerite baptisée le 27 janvier 1629 à la paroisse Saint-Leu, mais enterrée le 18 février suivant. Gabriel II est parrain le 5 janvier 1639 de Gabriel Morot, fille du musicien Mathieu Lalemant (époux de sa sœur Madeleine Bataille), puis le 24 avril 1645 de Gabriel Piquet et  le 27 août 1664 de Robert Gabriel du Garnier.
Il est mort après 1666.

## Œuvres
Alors que son père a beaucoup publié, on n'a aucune source des œuvres éventuelles de Gabriel II.